# Gymnasium Münchberg
Das Gymnasium Münchberg ist eine weiterführende Schule in Münchberg und bietet den Erwerb des Abiturs in einem mathematisch-naturwissenschaftlichen und einem neusprachlichen Zweig.

## Geschichte

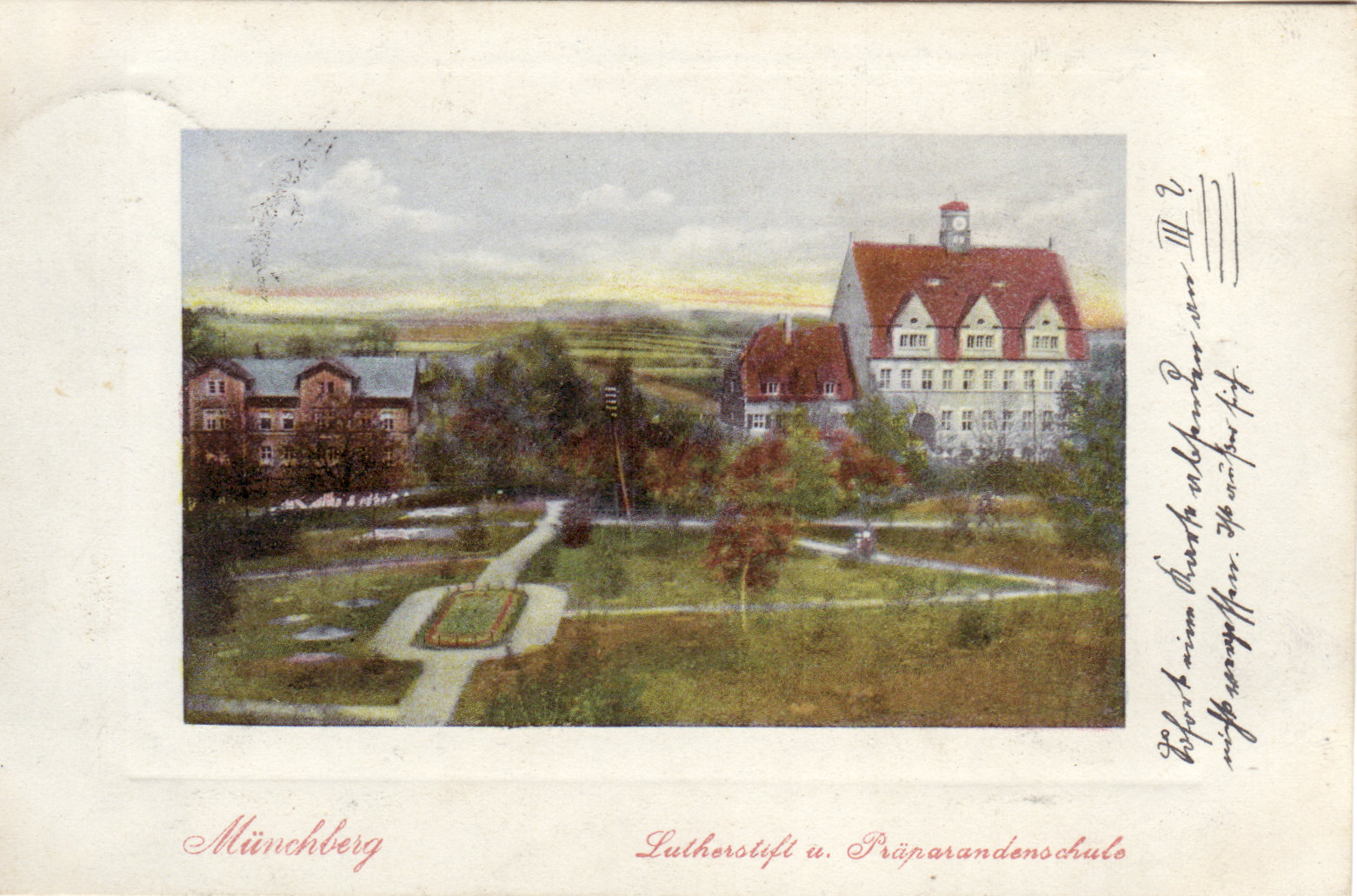
Die ehemalige Präparandenschule um 1910 (Dieser Trakt ist heute noch als „Altbau“ erhalten und steht unter Denkmalschutz)

Der Altbau des Gymnasiums Münchberg wurde im Jahre 1910 als Präparandenschule nach den Plänen des Münchner Architekten Julius Beeckmann erbaut. Nachdem die Schülerzahl in den Folgejahren mehr und mehr zurückgegangen war, und die Einrichtung ihre Pforten Anfang der 1920er Jahre geschlossen hatte, erhielt die Stadt im Jahr 1922 die Genehmigung zur Gründung einer Realschule mit sechs Klassen. Das mittlerweile leerstehende Schulgebäude wurde 1923 für diesen Zweck umgebaut und 1927 bzw. 1928 um Physik- und Chemieräume erweitert. Von der königlichen Präparandenanstalt sind heute nur noch wenige Reste erhalten: So wurden das aus Gipsbeton gefertigte Treppengeländer bei der Renovierung 2011 stark verändert und andere Teile, wie etwa die noch vorhandenen originalen kassettierten Holztüren und die Raumgestaltung des Vestibüls, komplett zerstört. Die zur musischen Unterrichtung der Schüler bei der Orgelbauwerkstatt G. F. Steinmeyer & Co. in Auftrag gegebene Orgel wurde 1923 an die Veste Coburg verkauft, wo sie noch heute in der Lutherkapelle ihren Dienst versieht. Im Zuge der Schulreformen während der NS-Herrschaft wurde auch die Realschule Münchberg 1937 zu einer Oberrealschule umstrukturiert. Im Zweiten Weltkrieg und danach wurde das Gebäude als Hilfslazarett genutzt.
1950 fand die erste Abiturprüfung statt. Nach der Verstaatlichung der Schule im Jahre 1957 wurde sie 1965 zu einem mathematisch-naturwissenschaftlichen und später auch neusprachlichen Gymnasium ausgebaut. Der Grundstein des Neubaus wurde 1972 gelegt. In den Jahren 1962 und 1972 wurde die Schule mit Klassentrakten, Fachräumen und einer Dreifachsporthalle erweitert. Architektonisch auffällig ist der Lichthof, der von allen Stockwerken des Neubaus einsehbar ist, und der seinen Namen davon hat, dass Licht durch Dachfenster einfallen kann. Der an der Hofer Straße gelegene Altbau steht unter Denkmalschutz.

## Renovierung 2009 bis 2011
Das Gymnasium wurde in den Jahren 2009 bis 2011 generalsaniert. Im Zuge des in öffentlich-privater Partnerschaft realisierten Projekts wurde das Gebäude an ein privates Unternehmen verkauft und vom Landkreis Hof angemietet. Die Kooperation zwischen den beiden Institutionen wurde 2009 mit der Renovierung des Neubaus gestartet, die 2010 abgeschlossen wurde. Die Instandsetzung des Altbaus war ein Jahr später beendet, wobei den Arbeiten neben einem Wandgemälde des Künstlers Max Wild auch einige letzte Spuren der alten Einrichtung, wie etwa die originalen Fliesen im Vestibül und die alten Holztüren, zum Opfer gefallen sind. Vor allem an der Außenfassade des unter Denkmalschutz stehenden Gebäudes wurden Veränderungen vorgenommen: Man ersetzte die in den 1980er Jahren eingebauten ungeteilten Aluminium-Fenster durch neue aus Kunststoff mit Sprossenteilung, um so das Aussehen des Gebäudes wieder an den ursprünglichen Zustand anzunähern. Auch in der Aula sind die aus Wärmeschutz-Gründen vermauerten Lichtöffnungen in den drei großen Giebeln wieder geöffnet und mit Fenstern versehen worden, was nun insgesamt für ein stimmigeres Bild sorgt.

## Kantine PiKANT
An der Schule gibt es die Kantine PiKANT, in der Schüler für Schüler kochen. Sie belegte im Jahr 2008 im Wettbewerb Essen pro Gesundheit des Staatsministeriums für Gesundheit, Umwelt und Verbraucherschutz den ersten Platz in der Kategorie Teilverpflegung Kinder. Beim ProSieben-Wettbewerb Galileos beste Kantine mit Sante de Santis erreichte das Team hinter der Werkskantine von Audi in Neckarsulm den zweiten Platz, erhielt aber aufgrund des interessanten Konzepts ebenfalls einen Pokal. Die Sendung wurde am 7. Mai 2009 bei ProSieben ausgestrahlt.

## Umwelt
Seit Anfang 2009 darf sich das Gymnasium Münchberg mit der offiziellen Übergabe der Auszeichnung am 21. Januar als Umweltschule in Europa bezeichnen.